# Pic Jean Arlaud
El Pic Jean Arlaud o pic del Port d'Oô és una muntanya de 3.065 m d'altitud, amb una prominència de 38 m, que es troba al massís de Perdiguero, entre la província d'Osca (Aragó) i el departament de l'Alta Garona (França).